# 6363 (rapper)
6363, azaz Sára Gergely (Budapest, 1993. december 27.) magyar rapper, szövegíró és producer, korábban Gege. Művészetét az intellektuális szövegírás, a szójátékok és a nyelvi kreativitás jellemzi, amelyek egyedi hangot adnak a magyar rap színtéren.

## Életpálya
Sára Gergely 1993-ban született értelmiségi családban Óbudán, Budapest III. kerületében. Középiskolába a fővárosi Teleki Blanka Gimnáziumba járt és bár magyartanárként végzett, már fiatal korától kezdve vonzódott a rap világához, amelyet először az Akkezdet Phiai inspirált. Tinédzserként punkot és alternatív rockot hallgatott, de barátai révén megismerkedett a lakótelepi kultúrával is, amely szintén hatással volt rá.
Első zenei lépéseit az Imponderabiliák Slam Team tagjaként tette meg, amellyel részt vett a 2013-as Országos Team Slam Bajnokságon. Később csatlakozott az Adrenalin rapduóhoz, majd a Rímbiózis nevű formációhoz, amely 2014-ben kiadta "Nyelvcsalád" című albumát.

## Zenei karrier

### Gege néven (2015–2020)
2015-ben jelent meg első önálló albuma Borító címmel. Az albumot a Nyelvészet Mixtape követte 2016-ban, amelyen a Dadogó című dal is helyet kapott, Busa Pistával közösen. Az ezt követő években három további albumot adott ki: Dokumentum (2017), Csapda (2018) és Út (2020). Számai számos magyar rapper közreműködésével készültek, többek között Lil Frakk, Oriza, Keezart, Krúbi, Nick Name, Goulasch, Zenk, Phat és DSP részvételével. Gege korai munkásságában ötvözte az oldschool és az újvonalas rap elemeit, miközben egyedi stílust alakított ki, amely intellektuális és költői szövegeiről vált ismertté.

### 6363 néven (2021–napjainkig)
2021-től kezdődően 6363 néven, Lusta Gerivel együttműködve folytatta pályafutását. Ebben az időszakban olyan albumokat jelentetett meg, mint a Metamatika (2021), M3T4M4T1K4 (2022) és Elveszett!!4! (2022). Ezeken az albumokon számos zenei stílust ötvöz, az UK basstől a garage-ig, klasszikus boom bapig. A zenékben gyakran reflektál a zeneiparra és társadalmi jelenségekre, miközben megtartja a szójátékos, intellektuális szövegírás hagyományát. A Metamatika albumán kísérletezett a különféle zenei stílusok integrálásával, és ezzel tovább bővítette zenei palettáját. 2023 októbere óta zenekari formátumban alkot és ad elő.
6363 számos más előadó lemezén is feltűnt, például Krúbi, Beton.Hofi, Lil Frakk és Analog Balaton dalainak vendégeként. 2024 februárjában jelent meg legújabb közreműködése Co Lee-vel, Időjárás jelentés címmel.

## Stílus és hatás
6363 zenéje az intellektuális hip-hop kategóriába sorolható, ahol a lírai tartalom és a nyelvi játékok központi szerepet játszanak. A rapper saját szavaival élve olyan zenét szeretne alkotni, amely nem azonnal dekódolható, hanem több hallgatásra készteti a közönséget. Az új név, 6363, ezt a megközelítést is tükrözi, mivel a számokkal írt név nem azonnal egyértelmű, és játékra invitálja a hallgatót.
6363 zenei stílusát és szövegírását Kendrick Lamar, Mick Jenkins, Odd Future, EarthGang és Ed Scissor művészete is inspirálta. Munkáit gyakran hasonlítják az Akkezdet Phiai intellektuális megközelítéséhez, és az ő munkássága is nagy hatással volt rá.

## Egyéb munkák
Sára Gergely nemcsak a zenei világban aktív, hanem reklámszövegíróként is dolgozik. Ezt a tapasztalatát felhasználja dalszövegeiben is, ahol törekszik a nyelvi játékosságra és a tömör kifejezésmódra.

## Közösségi és kritikai visszhang
6363 intellektuális megközelítése és szójátékos stílusa megosztja a közönséget. Egyesek belpesti sznobsággal vádolják, míg mások nagyra értékelik a rap műfajában való mély irodalmi elkötelezettségét. Célja, hogy maradandó értéket teremtsen a magyar hiphop színtéren, amely nem illeszthető be egyszerű sémákba.

## Diszkográfia

### Gege néven
- Borító (2015)
- Nyelvészet Mixtape (2016)
- Dokumentum (2017)
- Csapda (2018)
- Út (2020)

### 6363 néven
- Metamatika (2021)
- M3T4M4T1K4 (2022)
- Elveszett!!4! (2022)
- KORD, BÁRSONY (2024)